# Powiat Ōshima (Yamaguchi)
Powiat Ōshima (jap. 大島郡 Ōshima-gun) – powiat w Japonii, w prefekturze Yamaguchi. W 2024 roku liczył 13 425 mieszkańców.

## Miejscowości
- Suō-Ōshima